# Gries, Kusel
Gries là một đô thị thuộc huyện Kusel, bang Rheinland-Pfalz, phía tây nước Đức. Đô thị Gries, Kusel có diện tích 4,04 km², dân số thời điểm ngày 31 tháng 12 năm 2006 là 996 người.